# Staustufe Hofen
Die Staustufe Hofen liegt am Neckar in Baden-Württemberg. Die Schleuse im Stadtgebiet von Stuttgart wird von der Fernbedienzentrale in der Staustufe Obertürkheim fernbedient.

## Lage
Die Staustufe ist vom Rhein aus gesehen die 21. Anlage. Über die Schleuse führt die Hofener Brücke von Hofen in den Stadtteil Mühlhausen. Auf der Brücke verlaufen außerdem die Trassen der Stadtbahnlinien U12 und U14. Südwestlich grenzt an die Schleuse das Naherholungsgebiet Max-Eyth-See. Nordwestlich schließen sich Weinberge an, nordöstlich der Stadtteil Mühlhausen.

## Kraftwerk
An die Staustufe angebunden ist ein Laufwasserkraftwerk, das von der EnBW betrieben wird.

## Überschwemmung im Juni 2016
Am 25. Juni 2016 erzeugte ein Starkregenereignis neckaraufwärts eine Flutwelle, die das Abflussvolumen innerhalb von einer Stunde von 80 m³/s auf 300 m³/s erhöhte. Wegen Bauarbeiten standen jedoch nur 2 von 3 Wehrbereichen zur Verfügung. Eine Fehlsteuerung der Wehre führte zu einem massiven Wasseranstieg, der in Hofen und Bereichen des Max-Eyth-Sees zu Überflutungen führte. Nach einigen Stunden war der Schaden behoben und das Wasser konnte wieder abfließen. 32 Autos und 13 Häuser wurden stark in Mitleidenschaft gezogen und ein Schaden von etwa 850.000 € angerichtet. Auch das DLRG-Rettungszentrum wurde überflutet. Inklusive der Rettungsfahrzeuge wird hier der Schaden auf über 1 Mio. € geschätzt.
Im Februar 2017 hat das Wasserstraßen- und Schifffahrtsamt als Konsequenz eine neue Software in alle Stuttgarter Wehre eingespielt.

## Bilder

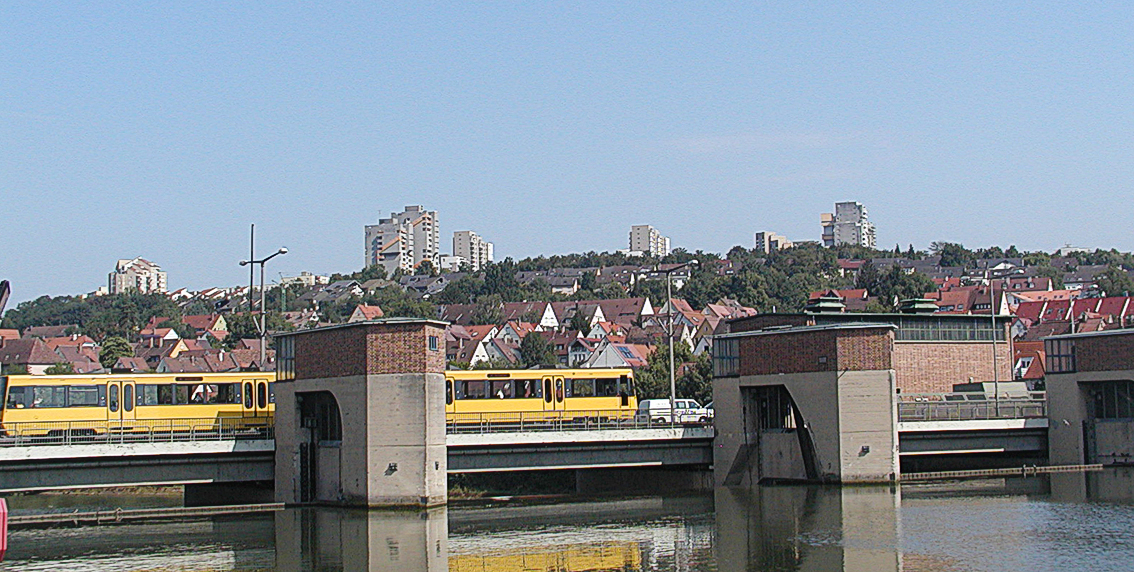
Brücke über die Staustufe
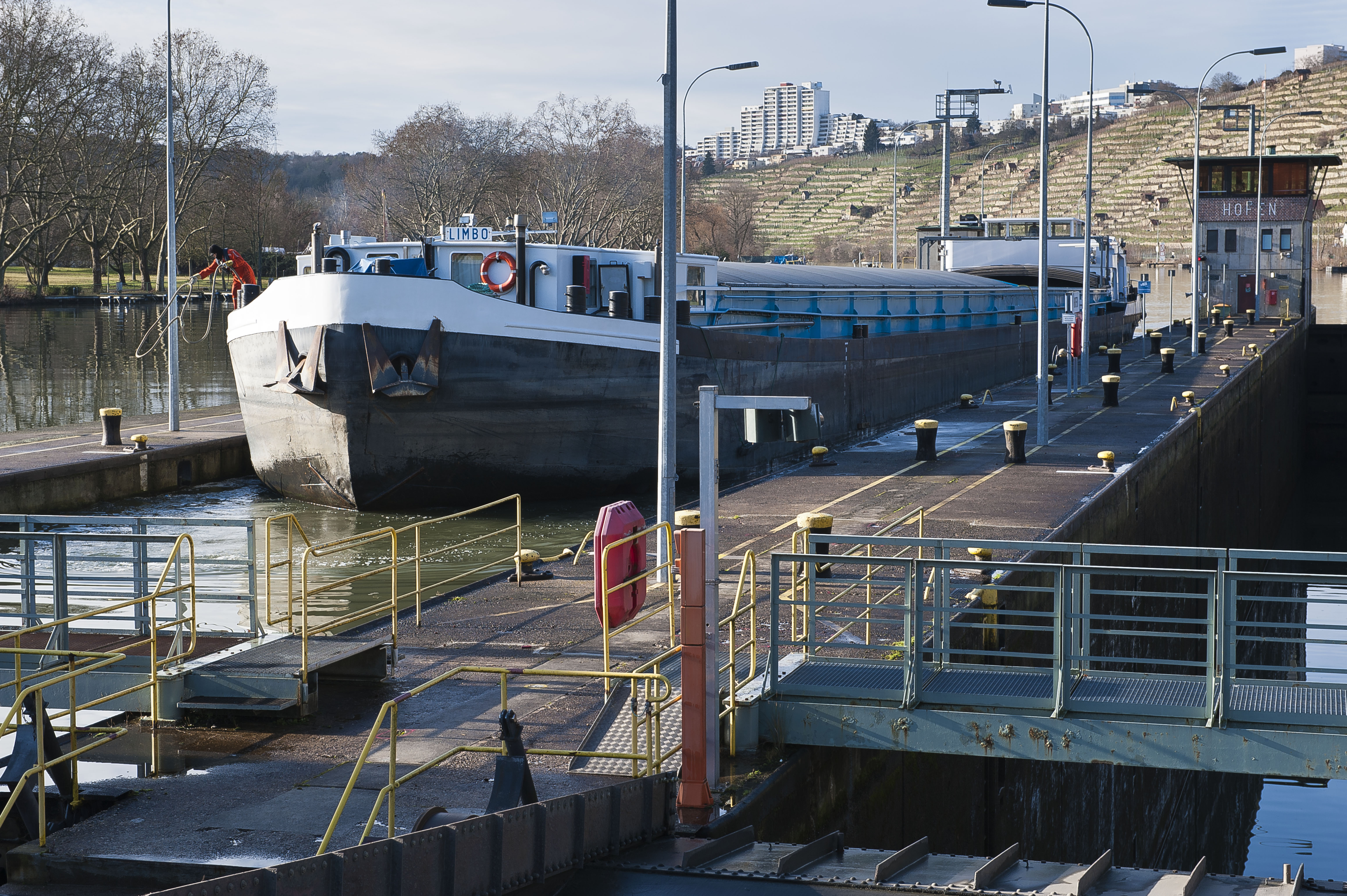
Schleuse
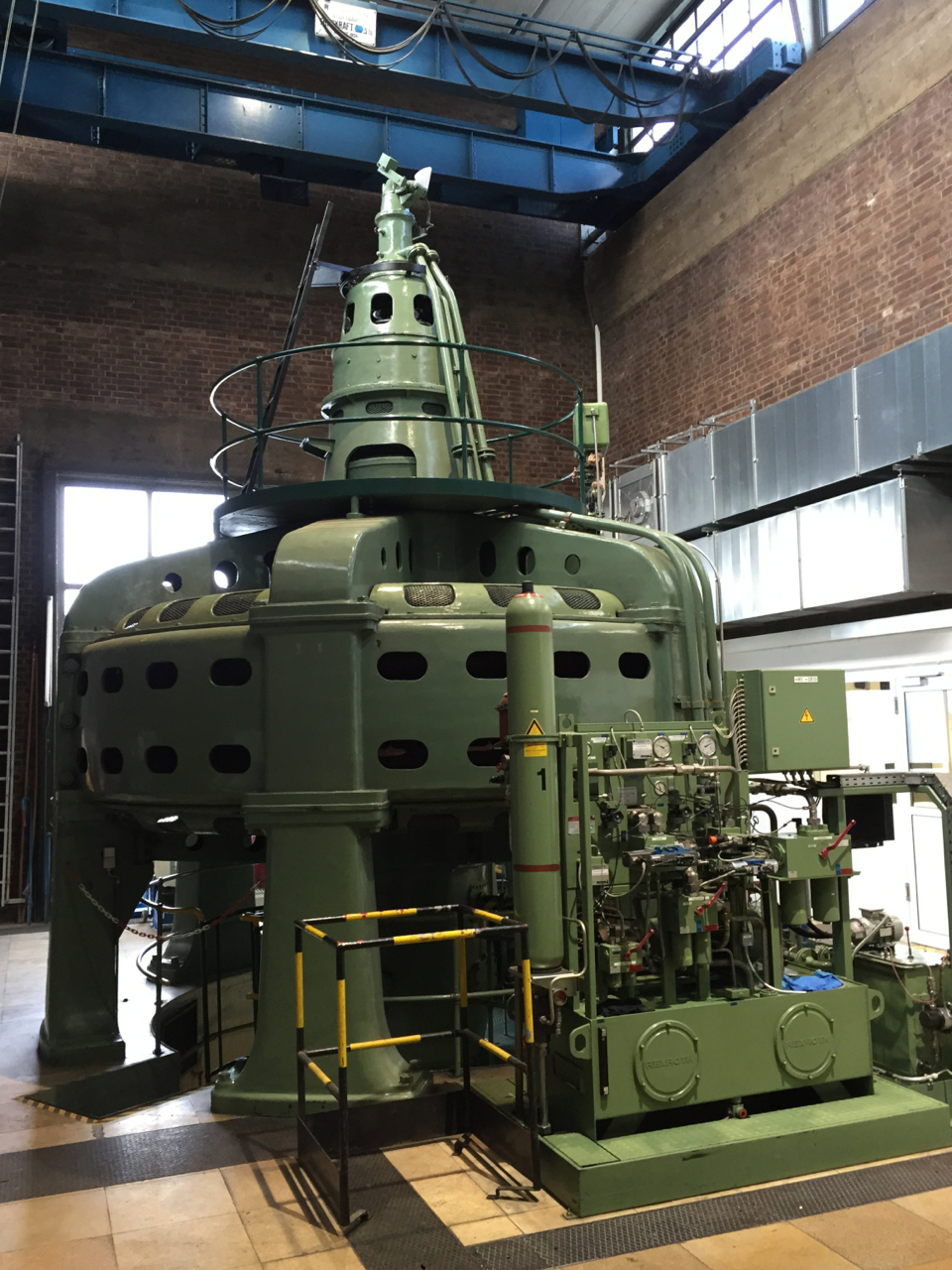
Turbine im Wasserkraftwerk